# المهدي وطرف من خبر الآخرة
المهدي وطرف من خبر الآخرة هي مجموعة روايات للكاتب عبد الحكيم قاسم. قام بيتر ثيرو بترجمة المجموعة إلى الإنجليزية ونشرتهما مطبعة جامعة تمبل عام 1995. صدرت حقوق الطبع والنشر لهذه لأعمال عام 1984، فيما نشرتها دار دار التنوير في الدول العربيّة. المجموعة عبارة قصص قصيرة وخصوصًا قصّتي «المهدي» وقصّة «طرف من خبر الآخرة» الذان يكوّنان العنوان.
كتبت سامية محرز من الجامعة الأمريكية بالقاهرة المقدمة التي تتضمن سيرة المؤلف وتحليلاً نقديًا للأعمال. يُشير العنوان إلى ما صرحت به جوديث قيصر من الجامعة الأمريكية في الشارقة على أنه «موافقة أولئك الذين يعرفون بشكل أفضل صوت المؤتمر وفشلهم في الموافقة على ما يعرفون أنه الحقيقة». يظهر هذا الموضوع في كلا الروايتين. صرَّحت قيصر أنه في كلتا الروايتين «لا يتمُّ نقل المعنى من خلال التوصيف المستدير، ولكن من خلال ما توحي به كل الشخصيات المسطحة نسبيًا مجتمعة معًا من خلال أفعالهم أو تقاعسهم عن العمل». صرَّحت قيصر أن ترجمات Theroux كانت «مكتوبة بشكل جميل، واللغة خالية، ومختصرة، ودقيقة».

## المهدي
الرواية الأولى هي «المهدي». في الرواية، ينتقل عوض الله، صانع المظلات القبطي، مع زوجته وأطفاله إلى الريف بحثًا عن عمل والتوقف عن العيش في صدقة صاحب الأرض الخيرية. كان قد انتقل من طنطا، مدينة كبيرة، لأن صناعة المظلة التجارية كانت قديمة في المناطق الحضرية. يتبرع مالك أرض مسلم يدعى علي أفندي لصالح عوض الله لأن الأول يريد أن يثبت أن لدى المسلمين صدقات أكثر من المسيحيين. يخشى عوض الله وعائلته أن يحاول علي أفندي اعتناقه الإسلام لكنهم لا يريدون الإساءة إليه فيقبلون صدقته.
يقوم الإخوان المسلمون في المجتمع بإعطاء عوض الله منزلاً، مع مساعدة أخرى ثم محاولة إجبار عوض الله على اعتناق الإسلام. يقول أحدهم: «منذ أن جاء الرجل إلى بلدتنا لأول مرة، حتى هذا الصباح، لم نتوقف أبدًا للحظة». يُعطي الإخوة عوض الله كتبًا عن الإسلام وتتدهور حالته العقلية. كتبت جوديث قيصر من الجامعة الأمريكية في الشارقة أن أفراد الأسرة «يشعرون بأنهم رهائن أكثر من كونهم ضيوف». ألين من جامعة ويسكونسن مركز وادي فوكس ذكرت أن المؤلف يعتقد أن جماعة الإخوان المسلمين هم «مجموعة من المنافقين المحرومين اجتماعيًا والذين يتخبون خلف قناع الرغبة بينما واقعهم هو العنف والقوة وراء دعوة دينهم.» كتبت قيصر أن «الإخوان المسلمين الذين يتنمرون على عوض الله بخصوص اعتناقه لدينٍ معين كانوا في السابق شبابًا مرتبكين وغير متأكدين من أنهم وجدوا إحساسًا بالمجتمع والرسالة في الإسلام الأصولي الذين يُريدون مشاركته مع الآخرين».
بمجرد أن يوافق عوض الله على التحول، يتم رميه في الشوارع. الشيخ سيد الحصري، داعية صوفي، يُدين مراسم التحول القسري. كتبت قيصر أن الشيخ يعتقد أن الرجال «غير مدركين تمامًا» لإجبار عوض الله «على انتهاك روح دينهم. ليسوا أشرارًا، بل طائشين.» علي أفندي ورئيس البلدة يدينونها أيضا. إنهم لا يمنعون ذلك من الحدوث. العمدة، الذي وصفته قيصر بأنه «ثرثار»، يشتت انتباهه عن القضية من خلال محاولة الانخراط في الجماع مع خادمة، وتذكر قيصر أن «مشهد عجزه الجنسي المثير للشفقة مع خادمة طوعية يوازي عجزه الأخلاقي». يذكر ألن أن القصة تتناقض مع «الدقة اللطيفة» للصوفي مع «اللامبالاة العدوانية للإخوان تجاه أي شيء خارج أهدافهم الدينية/السياسية» وأن «مراسم اعتناق عوض الله تُقارن، وليس بشكل دقيق، بالصلب». يعتقد عوض الله أنه على وشك إعادة تمثيل محطات الصليب. يموت قبل أن يصل المسجد وتصلي زوجته صلاة النصرانية على جسده.
ذكرت قيصر أن الشخصيات هم «رجال أعطوا البصيرة والفرصة للتصرف بنبل، لكنهم فشلوا في فعل ذلك لأن هذا الإجراء سيجعلهم في صراع مع الرأي العام». وفقًا لقيصر، فيما يتعلق بالشخصيات: «المذنب والأبرياء لا يمكن تمييزهما بسهولة عن بعضهما البعض، لكن أولئك الذين يخونون ما يعرفون أنه حقيقي هم الذين يخسرون أكثر من غيرهم». يجادل قيصر بأن «قاسم يقدم هذه الشخصيات أيضًا بتعاطف محايد». استخدم بيتر ثيرو في نسخته الإنجليزية العنوان العربي الأصلي، وذكر قيصرت أنه «لا يحاول بحكمة ترجمته». صرحت قيصر أن ملخص الحبكة «يوحي» بأن الرواية هي «دعوة للتسامح الديني» لكنها ذكرت أن الرواية «أكثر من ذلك بكثير».

## بشرى من الآخرة
الرواية الثانية هي «بشرى من الآخرة». الشخصيات الرئيسية تشمل رجل مسن وحفيده. يظهر الرجل المسن في الخارج، على حد تعبير قيصر، على أنه «محترم»، «قديس ودنيوي» وهو «معروف بالتعلم والتقوى». في الحقيقة لديه مرارة واستياء. ذكرت قيصر أن الحفيد «يبدو أنه يمثل» الأنا المتغيرة للرجل المسن وأنه سيكون «الشخص الذي كان يمكن أن يكون عليه الجد لو لم يشارك في المشاجرات الصغيرة ونكاية الحياة القروية.» الرواية مقسمة إلى قسمين. يُرو القسم الأول من وجهة نظر الحفيد ويستكشف شخصية الجد. وذكر آلن أن القسم يتضمن «اجترار الكتب والصبي الحساس» و «الهلاوس التي ضربتها الشمس».
في مرحلة ما مات الجد. خلال القسم الثاني، يحكم ملاكان على حياة الجد. فيما يتعلق بالملائكة وصفهم آلن بأنهم «أبواق لخالقهم البشري» وأضاف أنهم «لا يقنعون كممثلين متسامين لدين عالمي» وأن الملائكة «ليس لديهم موهبة استكشاف الضوء». لقد تحدثوا مع الجد الذي، على حد تعبير قيصر، «يبدأ في فهم كيف فشل في فهم الناس من حوله وحبهم، وكيف أنه خان إحساسه بنفسه.» وكشفت القصة أن الرجل العجوز أراد أن يحب ابن عمه لكنها كرهته. اختار الانغلاق على زوجته والتركيز على الدراسات الدينية بسبب عدم رغبته في حب زوجته. بالإضافة إلى أنه كان يخشى التصرف بطريقة غير مقبولة للمجتمع والاعتراف بأنه كان غاضبًا من والده. صرح ألين «لقد تم تمكيننا من إعادة خلق حياة هذا الأخير لأنه يكتسب صفاء وكمال المعرفة التي تأتي مع الموت». صرح قيصر أن «الفرصة التي كان يتمتع بها ذات مرة لحياة أصيلة قد ولت وحياته قد ولت. وإن كانت عقوبته هي معرفة ذلك»

## الاستقبال
كتبت قيصر أن الروايات «لم تكن مجرد مزيج من الصوفية القروية والفلسفات الوجودية لأوروبا ما بعد الحرب، ولكنها كانت رؤية شخصية وفريدة من نوعها لما هو الإنسان وما يجب أن يكون عليه» وأنها كانت «غنائية بشكل مكثف، واستفزازية فكرية، وفلسفي». وجادل آلن بأن رواية «بشرى من الآخرة» لها «انطباع أخير عن ادعاء مزعج»، وأنها مقارنة بـ «المهدي» «أكثر طموحًا وأقل نجاحًا»، وانتقد أجزاء القصة التي تتناول الصبي و «عدم قدرة القارئ - أو هذا القارئ - على تقرير ما يحدث بالفعل».

## وصلات خارجية
- ألين، دكتوراه في الطب (جامعة ويسكونسن مركز فوكس فالي). " طقوس الموافقة " (مراجعة كتاب). الأدب العالمي اليوم ، الربيع، 1996، المجلد 70 (2)، ص. 461 (2) [مجلة مراجعة الأقران] -ISSN 0196-3570 . - دوى 10.2307 / 40152255
- قيصر، جوديث. (الجامعة الأمريكية في الشارقة). " مراجعات الكتاب ". Edebiyât ، 2003، المجلد. 13، رقم 2، ص. 251-268 (الصفحات ذات الصلة: 253-255).ISSN 0364-6505ISSN 0364-6505 طباعة؛ISSN 1477-2841 عبر الإنترنت / 02/020251-18. Taylor &amp; Francis Ltd ، DOI: 10.1080 / 0364650032000143283 .